# 몬테네그로의 재외공관 목록

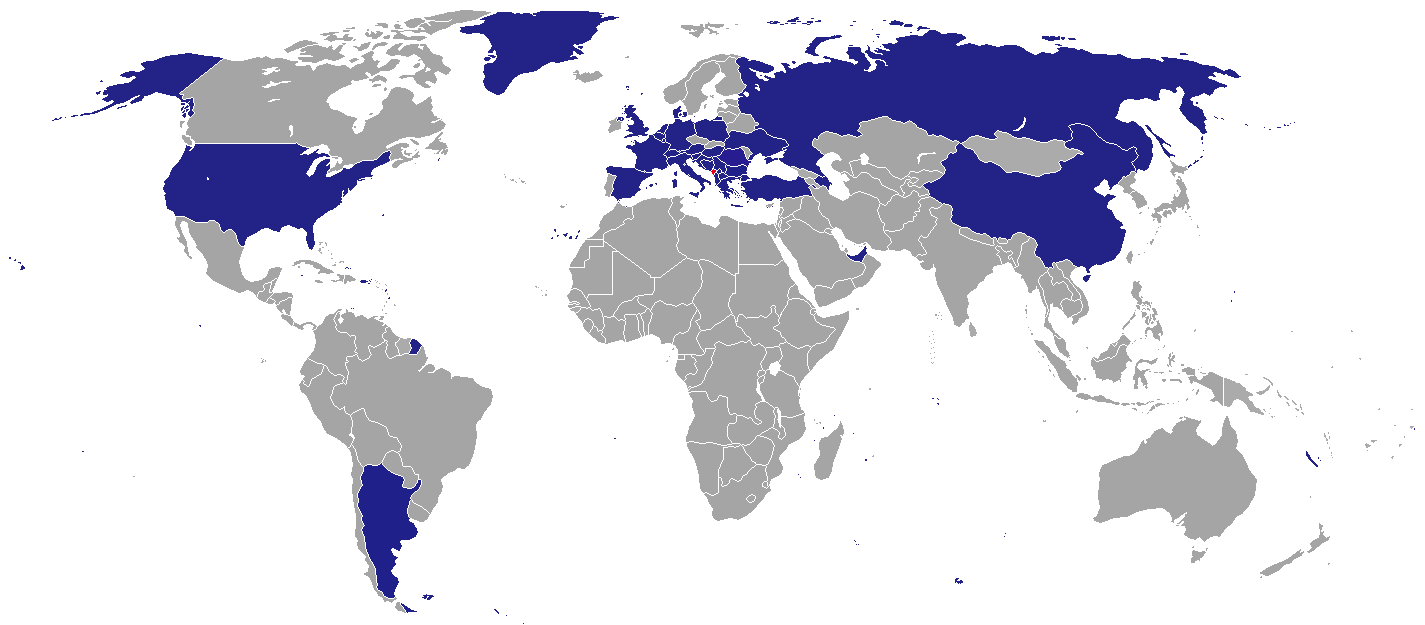
몬테네그로의 재외공관

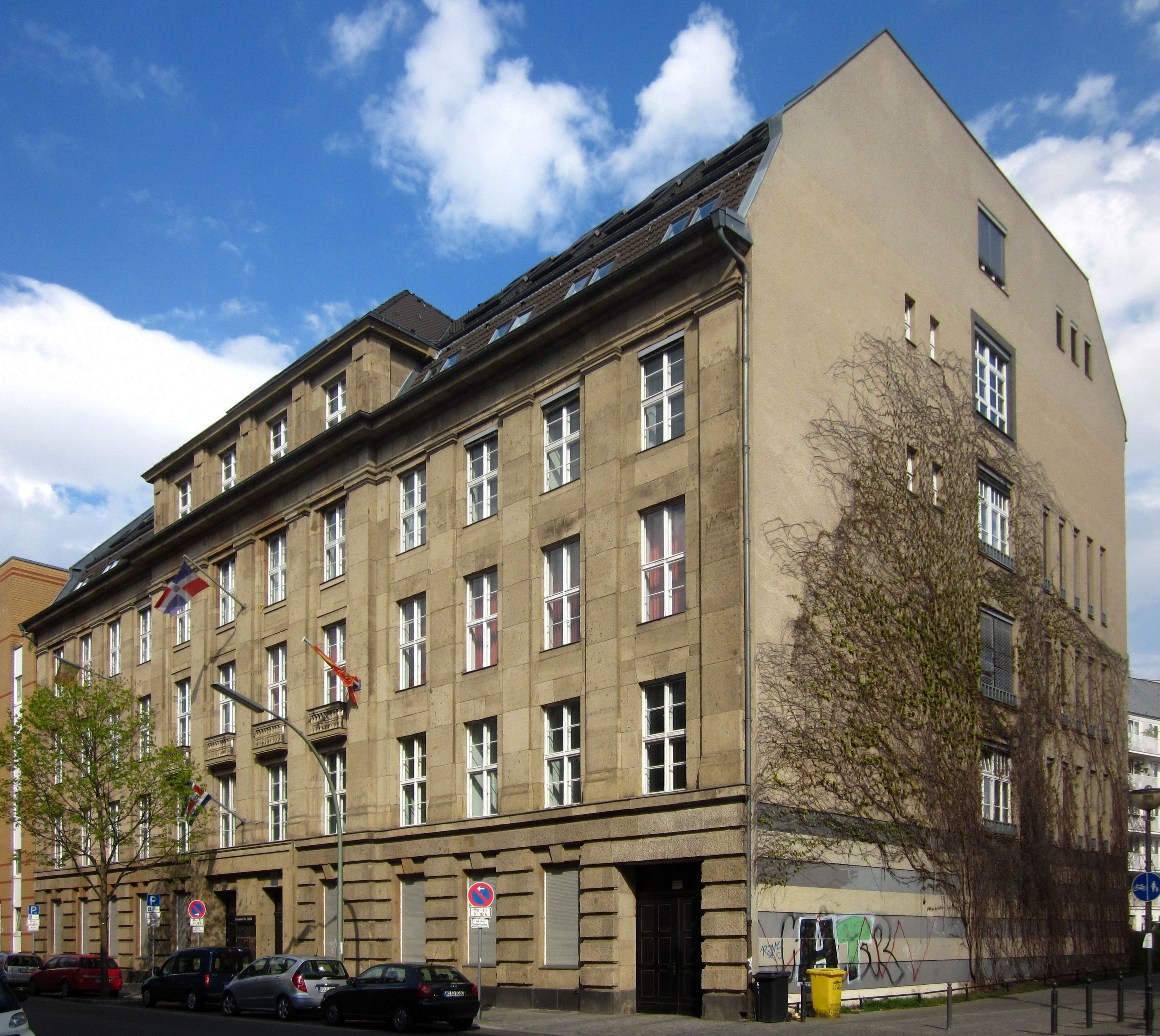
베를린 주재 몬테네그로 대사관

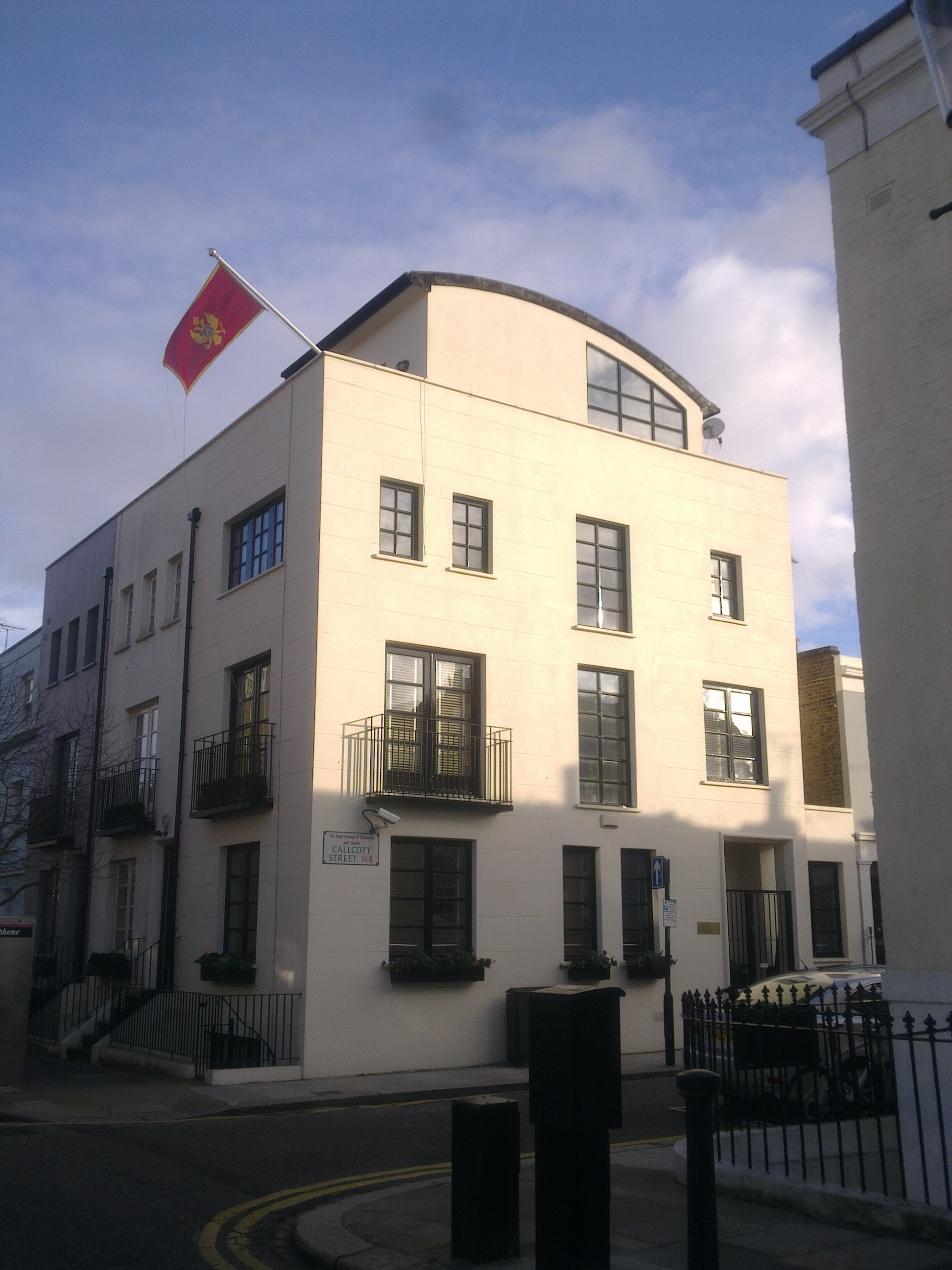
런던 주재 몬테네그로 대사관

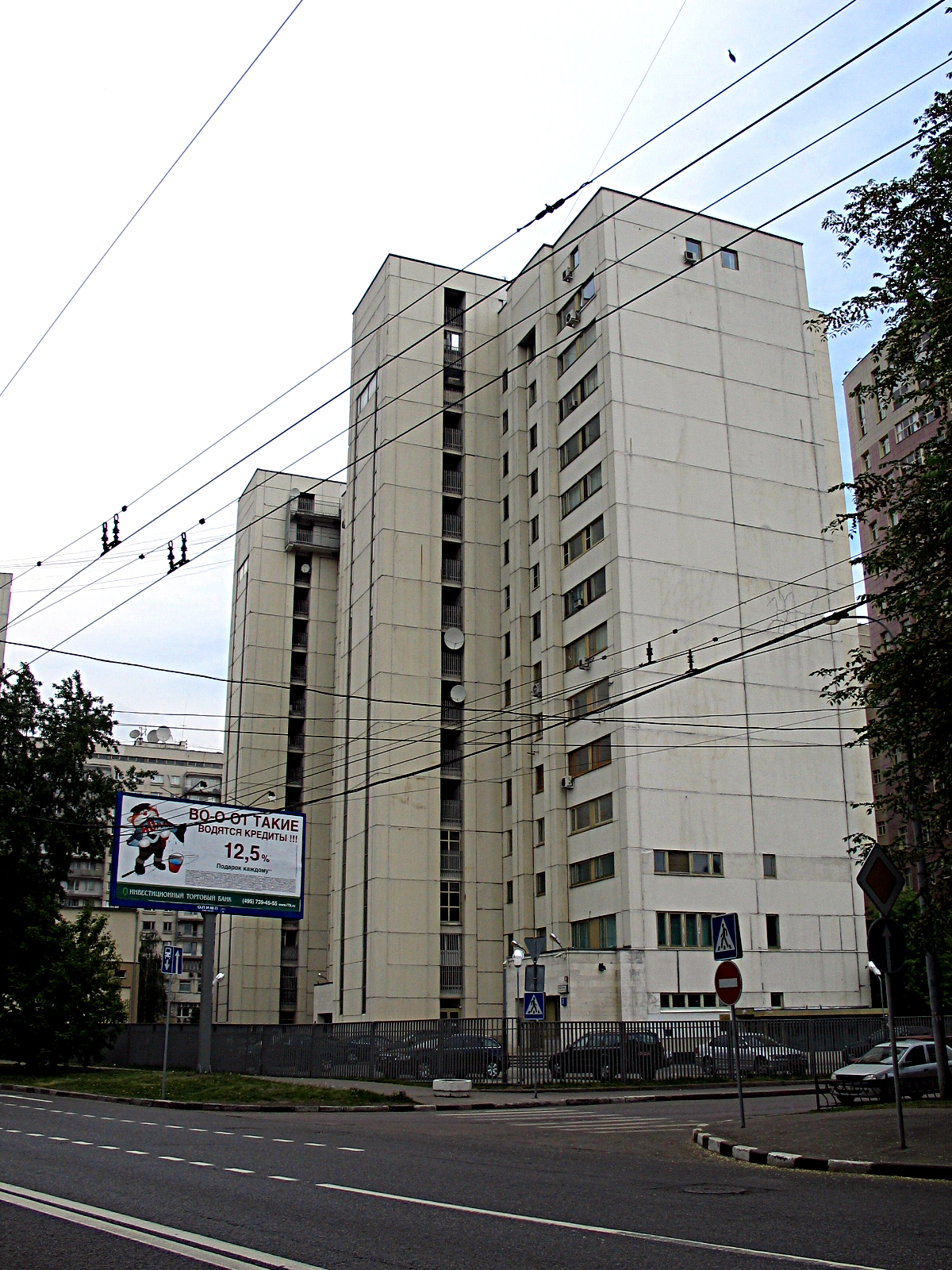
모스크바 주재 몬테네그로 대사관

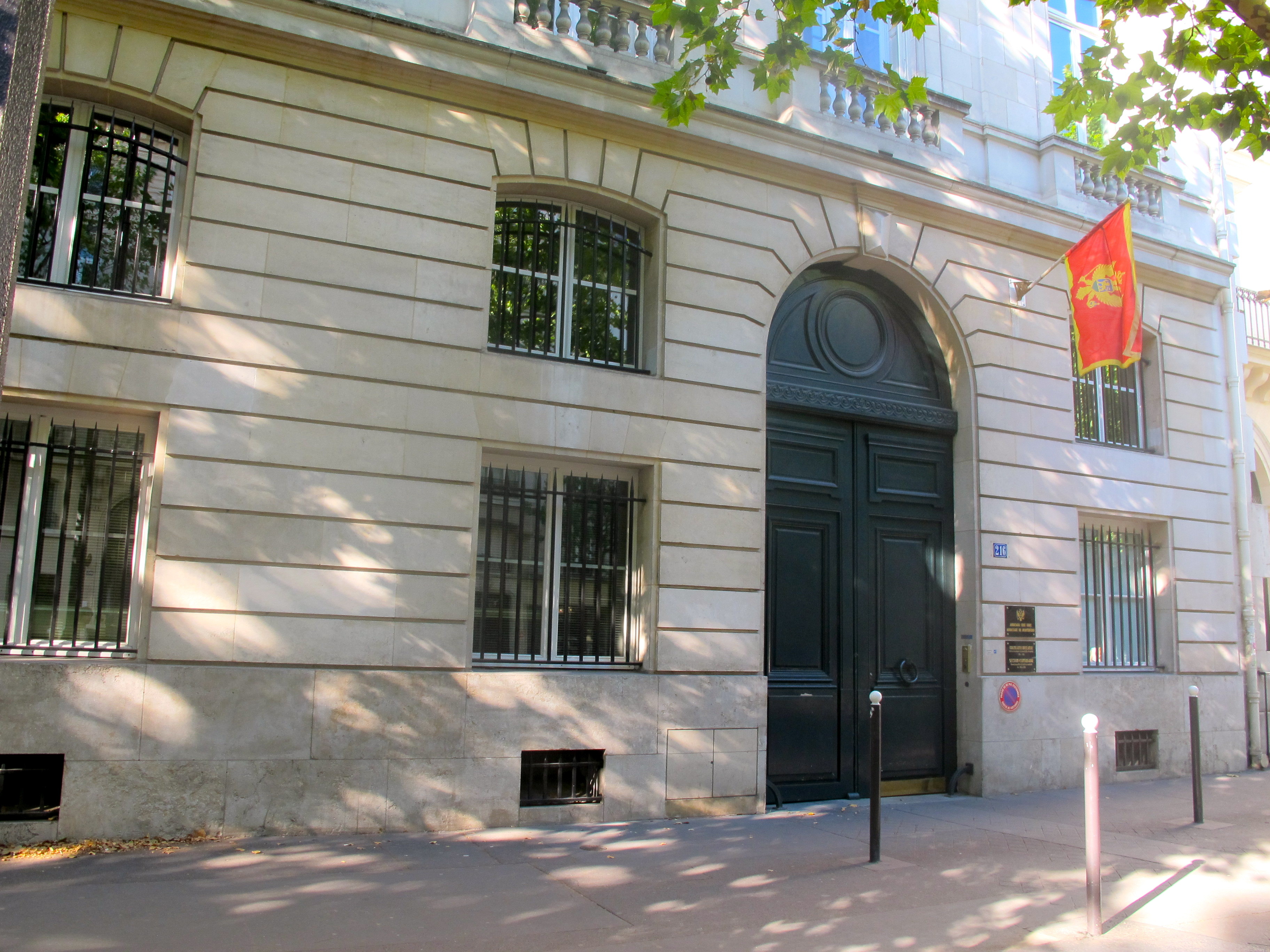
옛 파리 주재 몬테네그로 대사관

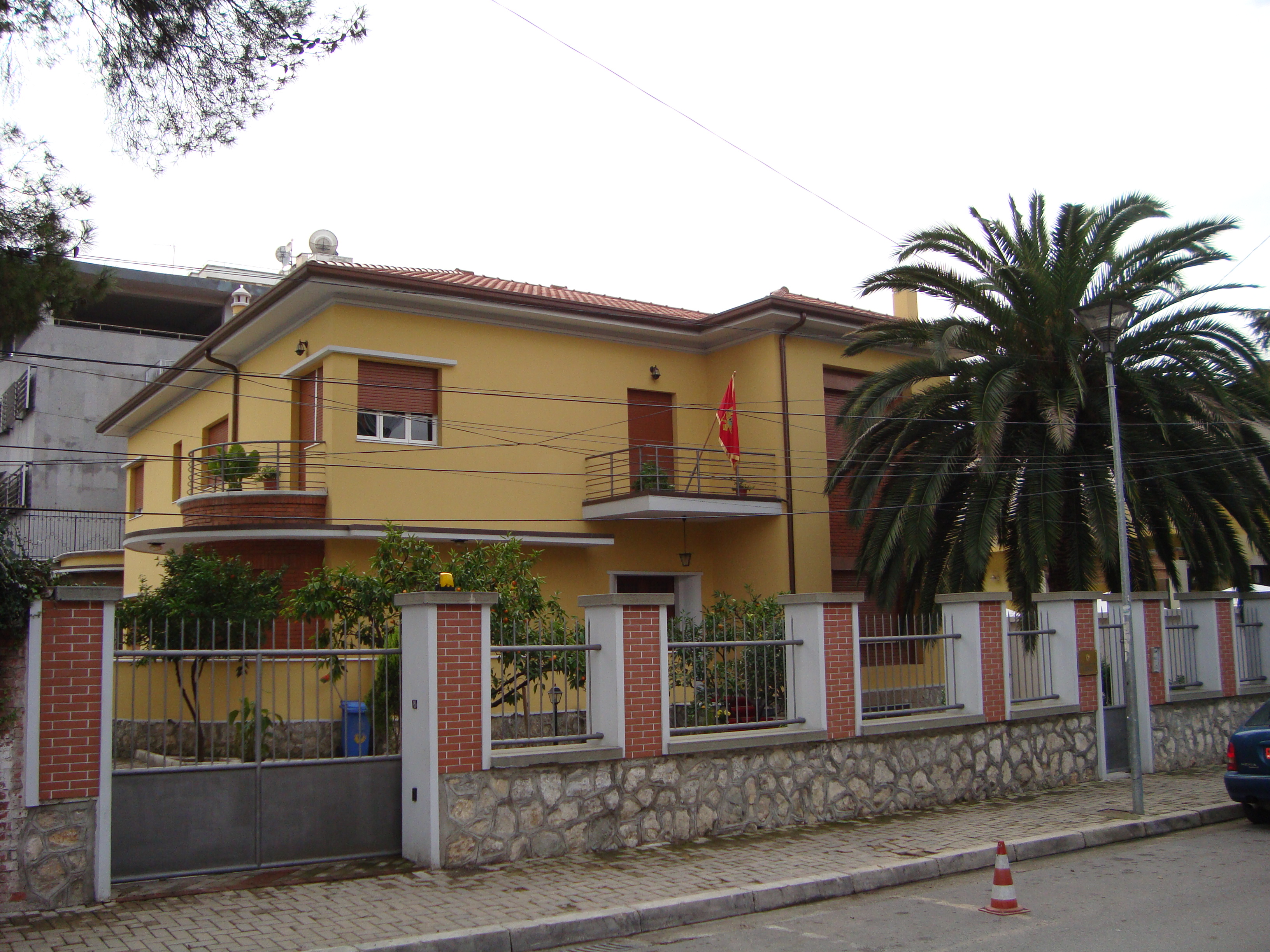
티라나 주재 몬테네그로 대사관

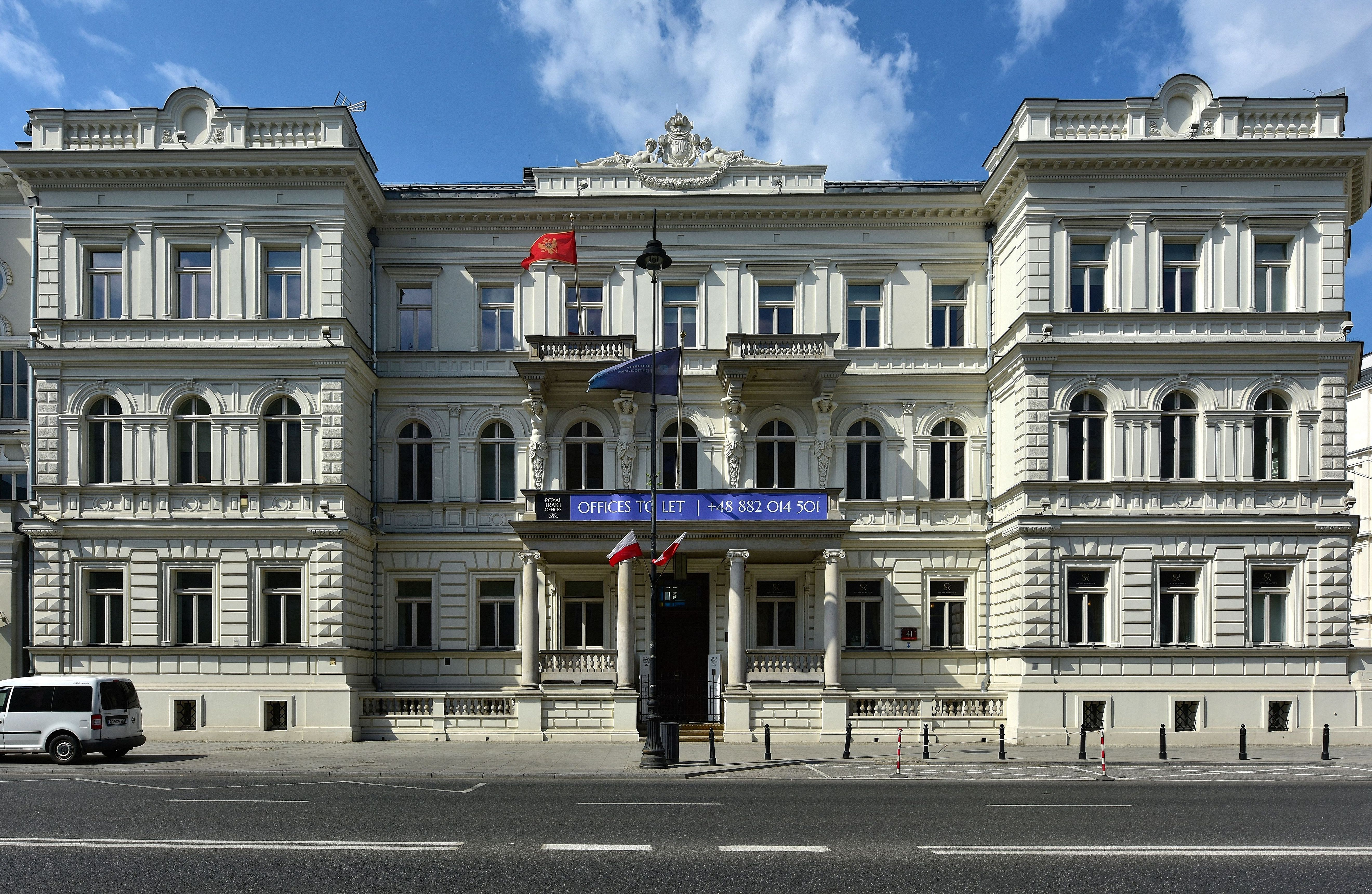
바르샤바 주재 몬테네그로 대사관

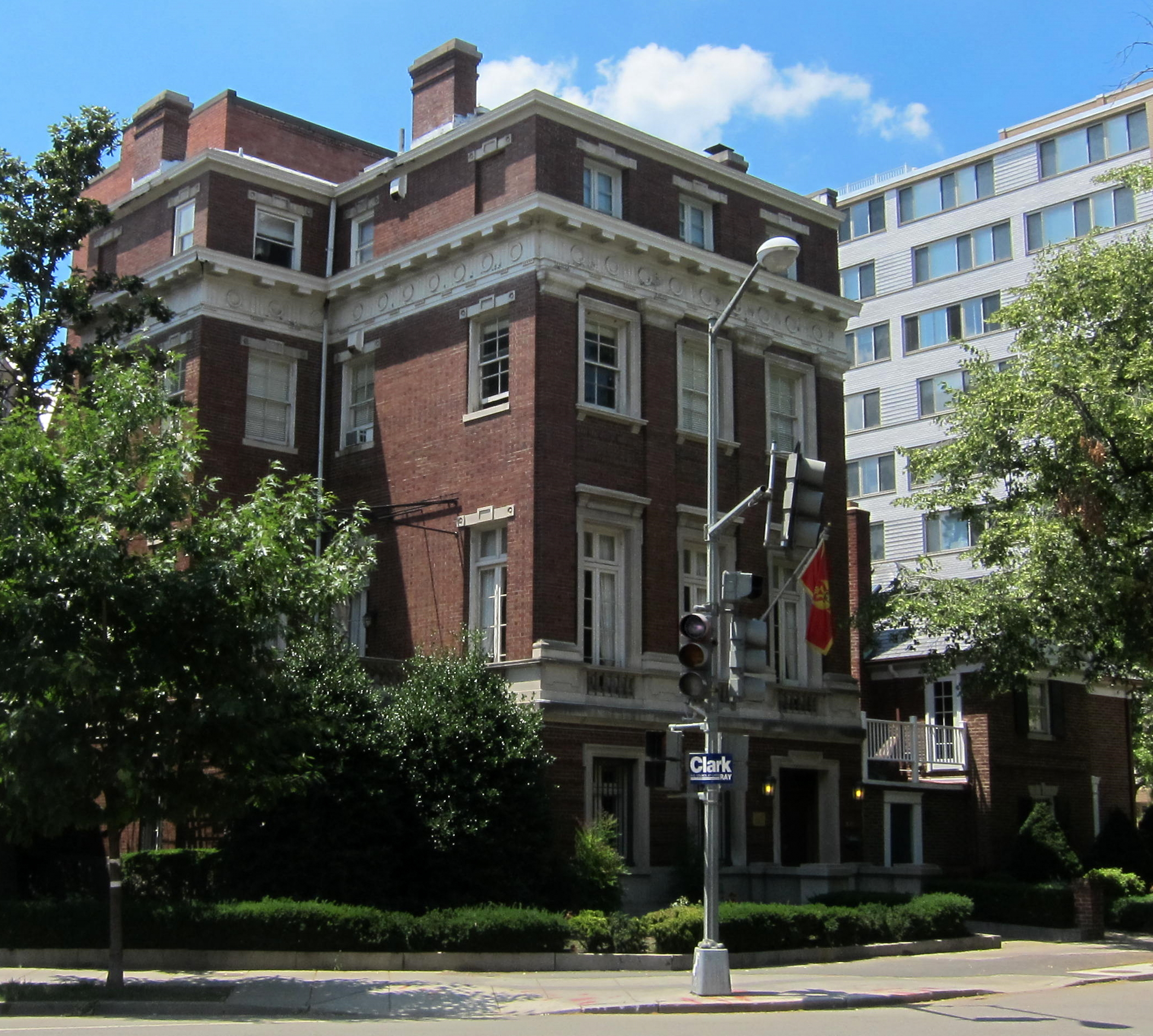
워싱턴 D.C. 주재 몬테네그로 대사관

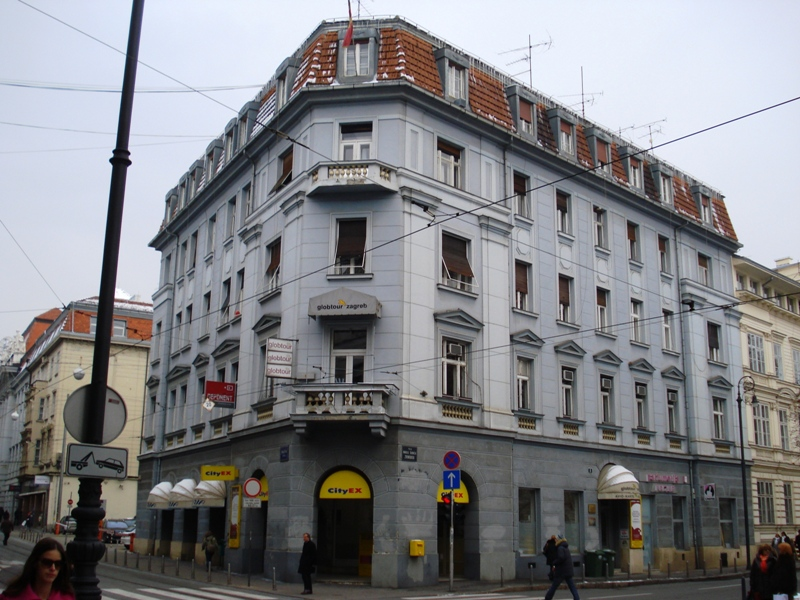
자그레브 주재 몬테네그로 대사관

아래는 몬테네그로의 재외공관 목록이다.

## 아메리카
- 미국: 워싱턴 D.C. (대사관), 뉴욕 (총영사관)
- 아르헨티나: 부에노스아이레스 (대사관)

## 아시아
- 아랍에미리트: 아부다비 (대사관)
- 중화인민공화국: 베이징시 (대사관)
- 튀르키예: 앙카라 (대사관)

## 유럽
- 그리스: 아테네 (대사관)
- 독일: 베를린 (대사관), 프랑크푸르트암마인 (총영사관), 뮌헨 (총영사관)
- 러시아: 모스크바 (대사관)
- 루마니아: 부쿠레슈티 (대사관)
- 북마케도니아: 스코페 (대사관)
- 바티칸 시국: 바티칸 시국 (대사관)
- 벨기에: 브뤼셀 (대사관)
- 보스니아 헤르체고비나: 사라예보 (대사관)
- 불가리아: 소피아 (대사관)
- 세르비아: 베오그라드 (대사관)
- 스위스: 베른 (대사관)
- 슬로베니아: 류블랴나 (대사관)
- 알바니아: 티라나 (대사관)
- 영국: 런던 (대사관)
- 오스트리아: 빈 (대사관)
- 이탈리아: 로마 (대사관)
- 코소보: 프리슈티나 (대사관)
- 크로아티아: 자그레브 (대사관)
- 폴란드: 바르샤바 (대사관)
- 프랑스: 파리 (대사관)
- 헝가리: 부다페스트 (대사관)

## 대표부
- EU, NATO 몬테네그로 정부 대표부: 브뤼셀
- UN 몬테네그로 정부 대표부: 뉴욕, 제네바
- UNESCO 몬테네그로 정부 대표부: 파리
- 유럽 평의회 몬테네그로 정부 대표부: 스트라스부르
- 유럽 안보 협력 기구 몬테네그로 정부 대표부: 빈

## 같이 보기
- 몬테네그로의 대외 관계